# Conacul Zarifopol
Conacul Zarifopol, localizat în satul Cârligi, comuna Filipești din județul Bacău este un conac construit în anul 1850 de către boierul moldovean Ștefan Catargiu. Acesta a ajuns mai târziu în proprietatea familiei grecești Zarifopol. În prezent conacul adăpostește școala gimnazială din localitate.
În urma poveștii despre un proprietar care s-a sinucis, construcția a ajuns sa fie considerată loc bântuit, localnicii numind-o „Casa Diavolului”. 